# Gorzyczki (Slezské vojvodství)
Gorzyczki jsou vesnice v polském Slezském vojvodství, v okrese Wodzisław. Vesnice má přibližně 2 200 obyvatel a leží u státní hranice s Českou republikou. U vesnice končí dálnice A1, která se plynule napojuje na českou dálnici D1.